# Chicago Assembly
Chicago Assembly (CAP), ook Torrence Avenue Assembly genoemd, is een autoassemblagefabriek van Ford in de stad Chicago in de Verenigde Staten. De fabriek ging open in 1924 en is Fords oudste assemblagefabriek die permanent in bedrijf was.

## Geschiedenis
De productie van Chicago Assembly ving aan op 3 maart 1924 en was een uitbreiding van de Ford Model T-productie van de River Rouge Plant. Rond 1930 werd er diens opvolger, de Ford Model A gebouwd. Tijdens de Tweede Wereldoorlog werden in de fabriek M8 Greyhound en M20 Armored Utitity Car-pantserwagens gebouwd. Tot 1964 werden er ook pick-ups gebouwd waarvan de F-100 de laatste was. In 1985 kreeg Chicago Assembly de nieuwe Ford Taurus en zustermodel Mercury Sable toegewezen, een automodel dat zeer populair werd. De productie ervan werd in 2004 beëindigd waarna Ford 400 miljoen dollar investeerde in de modernisering van de fabriek. Vervolgens begon de fabriek vanaf 12 juli 2005 modellen van het D3-platform te bouwen zoals de Ford Five Hundred.

## Gebouwde modellen
| Afbeelding | Model             | Periode   |  | Afbeelding | Model             | Periode   |
| ---------- | ----------------- | --------- |  | ---------- | ----------------- | --------- |
|            | Ford Model T      | 1924-1928 |  |            | Ford Model A      | 1928-1931 |
|            | Ford F-100        | 1953-1964 |  |            | Ford Fairlane     |           |
|            | Ford Thunderbird  |           |  |            | Ford Torino       | 1976      |
|            | Ford Granada      | 1981-1982 |  |            | Mercury Cougar    | 1981-1982 |
|            | Ford LTD          | 1983-1986 |  |            | Mercury Marquis   | 1983-1986 |
|            | Ford Taurus       | 1986-2004 |  |            | Mercury Sable     | 1986-2004 |
|            | Ford Five Hundred | 2005-2007 |  |            | Ford Freestyle    | 2005-2007 |
|            | Mercury Montego   | 2005-2007 |  |            | Ford Taurus (- X) | 2008+     |
|            | Mercury Sable     | 2008-2009 |  |            | Lincoln MKS       | 2009+     |
|            | Ford Explorer     | 2011+     |  |            |                   |           |